# 이마이촌 (사이타마현)
이마이촌(今井村)은 사이타마현 기타사이타마군에 설치되었던 촌이다. 현재의 구마가야시에 해당한다.